# Sandrine Bailly (écrivain)
Pour les articles homonymes, voir Sandrine Bailly (homonymie) et Bailly.
Sandrine Bailly, née en  1969, est une écrivaine française.
Elle est titulaire d'un Master of art en études japonaises de la School of Oriental and African Studies de Londres.